# Sarah Dazley
Sarah Dazley, née vers 1819 et morte le 5 août 1843, plus tard connue sous le nom de The Potton Poisoner est une meurtrière anglaise reconnue coupable de l'empoisonnement de son mari William Dazley. Elle est aussi soupçonnée, mais n'a jamais été poursuivie ou jugée, d'avoir empoisonné son premier mari Simeon Mead et leur fils Jonah Mead en 1840. Le meurtre de William Dazley a eu lieu à Wrestlingworth, en Angleterre.

## Biographie
Sarah Reynolds est née vers 1819 à Potton, dans le Bedfordshire. Ses parents sont Ann Reynolds et le barbier de la ville, Philip Reynolds. Son père meurt quand elle a 7 ans, et sa mère courtise ensuite une série d'hommes. Quand elle a 19 ans, elle épouse Simon Mead. Ils vivent à Potton pendant deux ans avant de déménager à Tadlow en 1840, probablement pour terminer une des relations extra maritales de Sarah. Peu de temps après le déménagement, elle a donne naissance à leur fils Jonas, mais il tombe malade et meurt à l'âge de sept mois. En octobre 1840, Simon Mead meurt également de manière inattendue.

## Meurtres
Peu de temps après la mort de son premier mari, Sarah épouse William Dazley en 1841, et ils déménagent dans le village de Wrestlingworth. Elle  invite Ann Mead, la fille de Simon Mead, à vivre avec elle et son nouveau mari. Ce dernier l'accepte mal. Le mariage n'est pas heureux et William Dazley fréquente les pubs et devient un buveur invétéré: Il bat aussi sa femme. Elle déclare à William Waldock, qui est alors son amant, qu'elle tuerait n'importe quel homme qui la frapperait.
William Dazley tombe gravement malade et son médecin local, le Dr Sandell lui prescrit des médicaments qui le soulagent dans un premier temps alors qu'Ann Mead le soigne. Sarah Dazley commence alors à fabriquer les pilules elle-même pour son mari. La connaissance à propos des propriétés de l'arsenic se propage en Angleterre, ou des meurtres par empoisonnements sont commis et rapportés par la presse. Sarah Dazley obtient l'arsenic et la les informations pour son utilisation dans une droguerie. Elle commet cependant l'erreur de jeter devant une de ses amies les pilules prescrites par le docteur Sandell, et de les remplacer par des pilules qu'elles a fabriquées elle-même.  
Au début, Ann Mead ne semble pas remarquer un problème quelconque avec les nouvelles pilules. Lorsque William refuse de les ingérer, Ann en avale une elle-même pour lui prouver qu'il n'y a pas de problème. Elle ne sait pas que Sarah y a ajouté du trioxyde d’arsenic et tombe malade, développant les mêmes symptômes similaires que William : vomissements et douleurs d'estomac. Sa belle mère la réprimande et la renvoie de la maison, prétextant que sa maladie pourrait être contagieuse et se transmettre à William alors qu'il est déjà affaibli. Sarah arrive tout de même à convaincre William accepte de prendre une poudre blanche qu'elle prétend avoir obtenu du docteur Sandell le 29 octobre et il meurt dans la nuit du 30 octobre 1842. 
En 1843, Sarah se fiance avec William Waldock officiellement. Les amis de ce derniers le mettent en garde et il cesse de la voir, tandis que dans le village, les soupçons sur cette mort suspecte amène les villageois à contacter le médecin légiste du Bedfordshire Mr. Eagles.
Le corps de William Dazley est exhumé et examiné et des traces d'arsenic sont trouvées. Un mandat d'arrêt est émis contre Sarah Dazley, qui s'enfuie à Londres.

## Condamnation
Elle est arrêtée à Londres par le surintendant Blunden de la police de Biggleswade. Dazley clame son  innocence. Elle est envoyée à la prison de  Bedford. La mort suspecte de William Dazley suscite des soupçons sur la mort de Jonah et Simeon Mead et leurs corps sont exhumés. Des traces d’arsenic sont trouvées sur Jonas, mais le corps de Siméon est trop décomposé pour être testé.

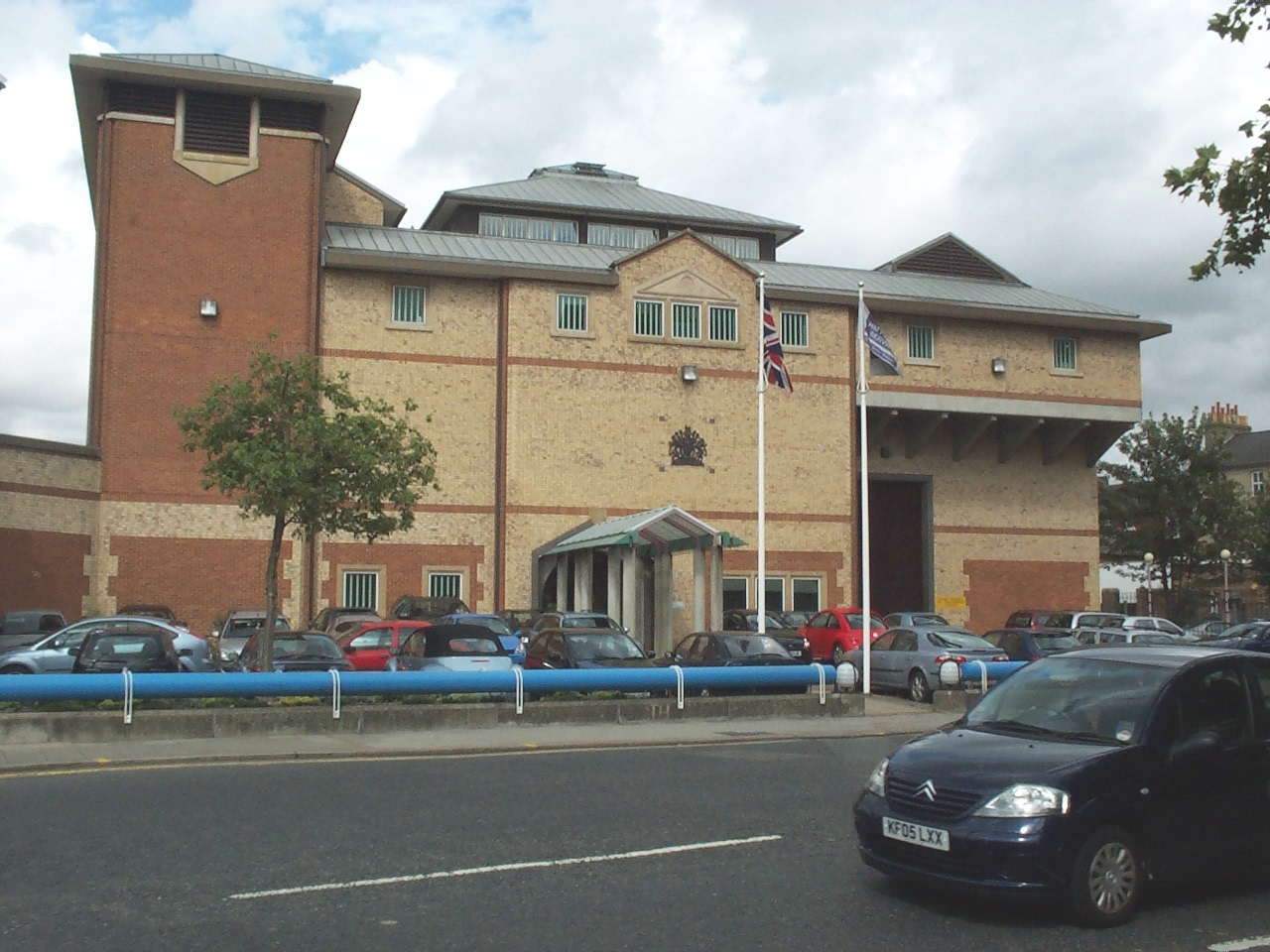
Prison de Bedford.

Sarah Dazley est incarcérée à la prison de Bedford (en) le 24 mars 1843 en attendant son procès. Elle profite de ce temps pour élaborer sa défense.
Le 22 juillet 1843, Sarah Dazley est jugée pour le meurtre de William Dazley aux assises d'été du Bedfordshire. Elle n'est pas jugée pour le meurtre de son fils Jonas, mais l'affaire est maintenue ouverte au cas où le premier procès contre elle échoue. Les chimistes auprès de qui elle achetait de l'arsenic témoignent contre elle, ainsi qu'Ann Mead et sa voisine Mme Carver. Ces personnes racontent au tribunal ce qu'elles ont vu, y compris la fabrication des pilules. William Waldock témoigne contre Dazley à propos de sa déclaration selon laquelle elle tuerait tout homme qui la frapperait, après avoir affirmé que William Dazley l'avait frappée. Le test de Marsh est utilisé pour détecter l'arsenic dans le corps de William Dazley et le résultat est utilisé comme preuve médico-légale contre Dazley. Il ne faut que 30 minutes au jury pour condamner Dazley pour le meurtre de son deuxième mari.

## Pendaison
Le juge Baron Alderson condamne Sarah Dazley à la mort par pendaison. Elle est exécutée le samedi 5 août 1843 à la prison de Bedford. Elle est la seule femme à être pendue en public à la prison de Bedford. Des milliers de personnes viennent assister à l'exécution. Elle est connue sous le nom d'empoisonneuse de Potton.

## Bibliography
- Susan Hall, The World Encyclopedia of Serial Killers: M-S, WildBlue Press, coll. « The World Encyclopedia of Serial Killers Ser », 2020 (ISBN 978-1-952225-33-8).
- Paul Heslop, Murderous women: from Sarah Dazley to Ruth Ellis, History Press, 2009 (ISBN 978-0-7509-5081-7, OCLC 426119131, lire en ligne).